# Wenceslaus Straussfeld

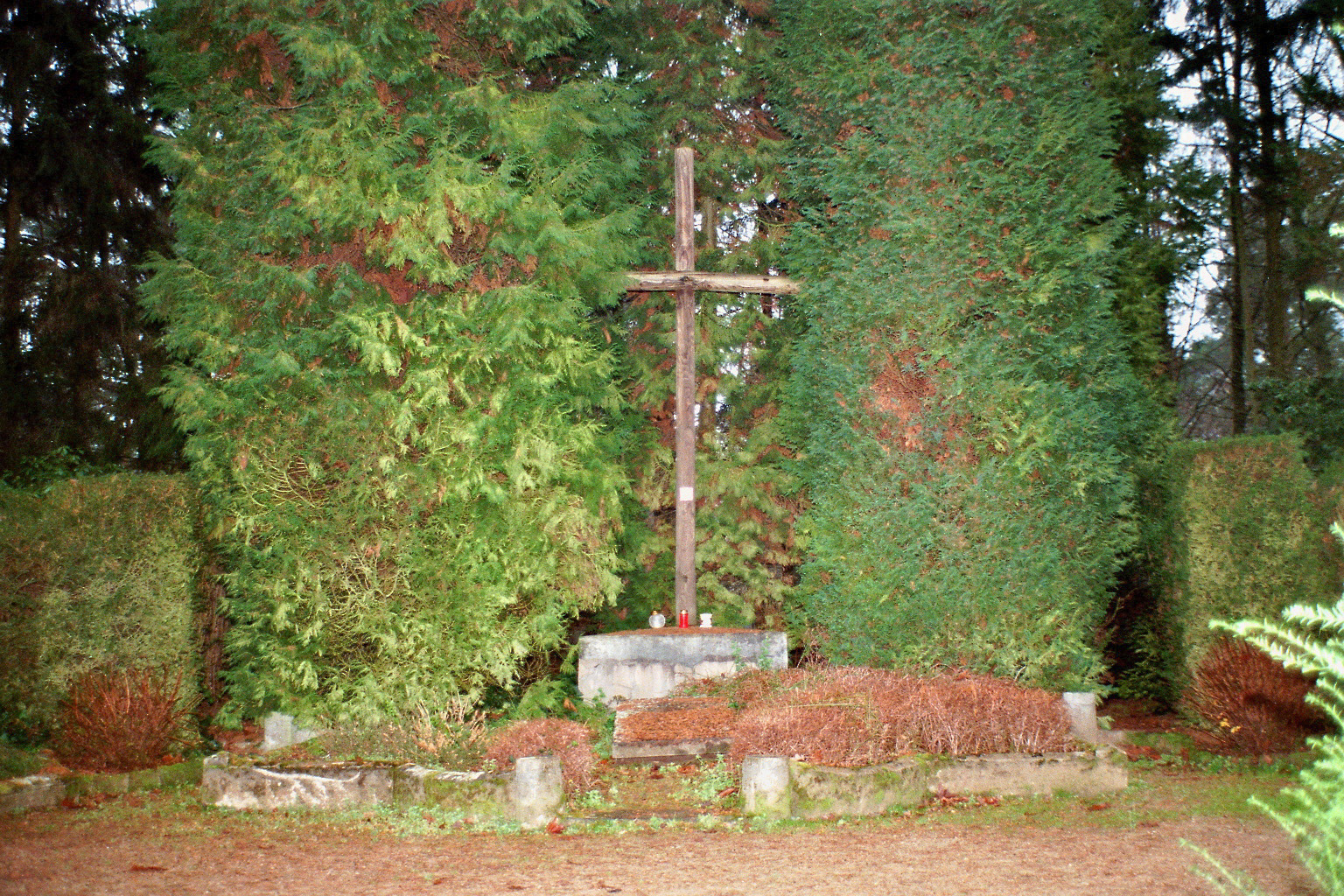
Grabmal von Wenceslaus Straussfeld auf dem Friedhof des Kollegs St. Ludwig

Wenceslaus Straussfeld, auch Wenzeslaus Straußfeld (* 7. Dezember 1867 in Bochum als Wilhelm Straussfeld; † 27. Juli 1933 in Köln-Bayenthal) war ein deutscher Franziskaner, Ordensoberer und römisch-katholischer Pfarrer.

## Leben
Wilhelm Straussfeld wurde bereits im Alter von 15 Jahren als Novize in die Sächsische Ordensprovinz (Saxonia) des Franziskanerordens aufgenommen und erhielt den Ordensnamen Wenceslaus. Nach dem Studium der Philosophie und der Theologie wurde er am 15. August 1891 zum Priester geweiht. Ab 1893 war er als Lektor für Philosophie im Ordensstudium der Saxonia für den Ordensnachwuchs in Werl und ab 1896 in Aachen tätig.
Auf dem Provinzkapitel der Sächsischen Franziskanerprovinz am 27. August 1903 wurde Straussfeld zum Provinzialminister gewählt und am 6. September 1906 für weitere drei Jahre bestätigt. Auf seine Initiative hin wurde von 1905 bis 1909 das Kolleg St. Ludwig in Vlodrop (Niederlande) erbaut, das als moderne Erziehungsanstalt speziell für Schüler aus Deutschland gedacht war. Wegen des Kulturkampfes hatte die Sächsische Franziskanerprovinz 1876 ihre Schule, das Seraphische Kolleg,  mit Internat ins niederländische Watersleyde und 1882 nach Harreveld bei Winterswijk verlegen müssen. Von Harreveld konnte sie dann auf maßgebliches Betreiben von Wenceslaus Straussfeld in den Neubau in Vlodrop umziehen, der am 4. Oktober 1909 feierlich eröffnet wurde. Straussberg war bereits von 1897 bis 1903 Guardian und Rektor des Kollegs in Harreveld gewesen und hatte den Lehrplan der preußischen Gymnasien für das Kolleg eingeführt.
1907 gründete Straussfeld den Franziskanermissionsverein der Saxonia und war ab 1911 für einige Jahre Kommissar des Heiligen Landes der Provinz. Ab 1911  war er als Guardian und Pfarrer  in Neviges tätig, wo er den Bau einer neuen Wallfahrtskirche vorbereitete. Der Erste Weltkrieg verhinderte jedoch das Vorhaben. In Neviges begann er auch mit der Anlage des Marienbergs, eines Stationsweges im Rahmen der Wallfahrt.
Straussfeld war sowohl als Seelsorger als auch Berater und Wahlkämpfer für die Zentrumspartei tätig. Er galt in seiner Umgebung als entschlussfreudiger Mensch, der seinen Willen energisch in die Tat umsetzte, und gehörte zur Generation von Klerikern, die nach dem Kulturkampf wieder leitende Funktionen in der Kirche innehatten.
Er starb am 27. Juli 1933 nach langer Krankheit in Köln und wurde auf dem Friedhof des Kollegs St. Ludwig beigesetzt. Sein Grab befindet sich auch heute noch dort, der gesamte Friedhof wird trotz des Wegzuges der Franziskaner immer noch von der niederländischen Bevölkerung gepflegt.

## Schriften
- Literatur von und über Wenceslaus Straussfeld im Katalog der Deutschen Nationalbibliothek
- Leitstern zum Himmel. Gebete und Erwägungen für studierende Jünglinge. Essen 1905.
- Kleines Handbuch für die Tertiaren des hl. Franziskus. Bonifacius-Druckerei, Paderborn 1913 (136 S.)
- Augustinus, Gedanken und praktische Anregungen.Aus den Schriften des heiligen Lehrers zusammengestellt für Schwestern der Augustinusregel. Butzon & Bercker, Kevelaer 1927 (253 S.)
- Das Kleine Offizium der seligsten Jungfrau Maria. Kevelaer 1928.
- Elisabeth Koch, Stifterin der Franziskanerinnen von der heiligen Familie. Ein Lebensbild. Bonifacius-Druckerei, Paderborn 1928 (163 S.)